# Faridganj
Faridganj är ett underdistrikt i Bangladesh. Det ligger i den centrala delen av landet, 70 km sydost om huvudstaden Dhaka.
I omgivningarna runt Faridganj växer i huvudsak blandskog. Runt Faridganj är det mycket tätbefolkat, med 1 632 invånare per kvadratkilometer.